# Лі Пріст
Лі Ендрю Пріст Маккатчен (Lee Andrew Priest McCutcheon; псевдонім «Білий Міф» (англ. «The Blond Myth»); нар. 6 липня 1972, Ньюкасл) — професійний австралійський автогонщик та бодібілдер, входить до складу IFBB.

## Біографія
Народився 6 липня 1972 року в місті Ньюкасл, недалеко від Сіднея, Австралія. Повне ім'я Ендрю Лі Пріст МакКатчон. Виріс в сім'ї серденього класу, закінчив початкову школу в місті Плетсберг, захоплювався карате і регбі. Його дід, колишній армійський борець, записав малого Лі до гімнастичного клубу. Вже тоді Лі мав прагнення до тренувань з залізом, саме тому він приходив раніше за всіх до гімнастичного клубу і займався. Тоді йому було лише 13 років.
Вже через 8 місяців, Лі мав вражаючі результати в розмірі своїх м'язів. У 1986 році у віці 14 років він брав участь у місцевому конкурсі з бодібілдингу серед юніорів, і навіть незважаючи на те, що серед учасників були хлопці на 3-4 роки старше, він здобув перемогу. Лі був постійним читачем журналів Flex і Muscle & Fitness, і на той час у нього були свої кумири — Арнольд Шварценеггер, Том Платц і Еді Робінсон. Лі навіть пофарбував волосся в світлий колір, щоб бути схожим на Тома Платца.
Перший конкурс Лі з бодібілдингу був в 1986 році — Сідней Бодібілдінг Класік (англ. Sidney bodybuilding classic). З основних його перемог можна відзначити перше місце на Містер Австралія — в 1989, 1990 і 1991 роках.

## Особисте життя
Зріст Лі складає всього 163 сантиметри, що робить Лі одним з найнижчих і найпотужніших професійних культуристів. У нього є сестра, яка на два роки старша за нього. Мама Лі також брала участь у змаганнях з бодібілдингу, і одного разу навіть позувала на сцені разом з сином. Лі був одружений з успішною бодибілдеркою Кетті ЛіФранкос. Вони повінчалися 1 липня 2000 року.

## Тату
Лі Пріст є людиною дуже оригінальною та колоритною, він має велику кількість рінозманітних захоплень, одне із яких — це татуювання. Спочатку все починалося із нанесення тату на руку у вигляді значка «Супермена», до речі, улюбленого супергероя культуриста. Потім на руках з'явилися інші татуювання, але ніхто особливо на це не звертав увагу, так як велика кількість спортсменів також полюбляють тату. Але пізніше Лі здивував усіх великою тату у вигляді крил, яку він зробив на всю свою широку спину. Далі — більше, Пріст зробив татуювання у себе на обличчі. Багато хто критикує спортсмена за це, але сам чемпіон неодноразово пояснював ці ніби-то витівки великим захопленням тату.

## Історія змагань

### Бодібілдінг
- 1989 IFBB Australian Championships, 1 місце
- 1990 IFBB Australian Championships, 1 місце
- 1990 IFBB World Amateur Championships, категорія — легкі атлети, 4 місце
- 1993 IFBB Niagara Falls Pro Invitational, 9 місце
- 1994 IFBB Arnold Schwarzenegger Classic, 7 місце
- 1994 IFBB Ironman Pro Invitational, 4 місце
- 1994 IFBB Night of Champions, 12 місце
- 1994 IFBB San Jose Pro Invitational, 7 місце
- 1995 IFBB Arnold Classic, 9 місце
- 1995 IFBB Florida Pro Invitational, 4 місце
- 1995 IFBB Ironman Pro Invitational, 3 місце
- 1995 IFBB South Beach Pro Invitational, 3 місце
- 1996 IFBB Ironman Pro Invitational, 4 місце
- 1996 IFBB San Jose Pro Invitational, 6 місце
- 1997 IFBB Arnold Schwarzenegger Classic, 7 місце
- 1997 IFBB Grand Prix Czech Republic, 5 місце
- 1997 IFBB Grand Prix England, 6 місце
- 1997 IFBB Grand Prix Finland, 9 місце
- 1997 IFBB Grand Prix Germany, 3 місце
- 1997 IFBB Grand Prix Hungary, 3 місце
- 1997 IFBB Grand Prix Russia, 9 місце
- 1997 IFBB Grand Prix Spain, 3 місце
- 1997 IFBB Ironman Pro Invitational, 2 місце
- 1997 IFBB Mr. Olympia, 6 місце
- 1997 IFBB Iron Man Pro Invitational, 4 місце
- 1998 IFBB Mr. Olympia, 7 місце
- 1999 IFBB Iron Man Pro Invitational, 6 місце
- 1999 IFBB Mr. Olympia, 9 місце
- 2000 IFBB Night of Champions, 5 місце
- 2000 IFBB Mr. Olympia, 6 місце
- 2001 IFBB Ironman Pro Invitational, 7 місце
- 2002 IFBB Ironman Pro Invitational, 6 місце
- 2002 IFBB Arnold Schwarzenegger Classic, 4 місце
- 2002 IFBB San Francisco Grand Prix, 9 місце
- 2002 IFBB San Francisco Pro Invitational, 1 місце
- 2002 IFBB Mr. Olympia, 6 місце
- 2003 IFBB Mr. Olympia, 15 місце
- 2004 IFBB Ironman Pro, 6 місце
- 2004 IFBB San Francisco Pro Invitational, 2 місце
- 2005 IFBB Grand Prix Australia, 8 місце
- 2005 IFBB Arnold Classic, 4 місце
- 2005 IFBB Iron Man Pro Invitational, 10 місце
- 2006 IFBB Ironman Pro, 5 місце, Vince Gironda Posing Award
- 2006 IFBB Arnold Classic, 6 місце
- 2006 IFBB Grand Prix Australia, 12 місце
- 2006 PDI Night of Champions, Britain 6 місце
- 2013 NABBA Mr. Universe, 1 місце

### Автогонки
- 2005 Фінішував одним з перших 16 з 425 учасників в гонці за головний приз в мільйон доларів. Мемфіс.
- 2005 Виграв 2 гонки серед учасників в Лас-Вегасі
- 2005 Зайняв 3 місце в ранзі чемпіонату
- 2005 Нагорода «Новачок року»
- 2006 Переможець змагань з кільцевих гонок